# أن تمسك لصا (فلم)
أن تمسك لصًا (بالإنجليزية: To Catch a Thief) هو فيلم رومانسي تم إنتاجه في الولايات المتحدة وصدر في سنة 1955. الفيلم من إخراج ألفريد هتشكوك.

## طاقم التمثيل
- كاري غرانت
- غريس كيلي

### ترشيحات وجوائز
| السنة | الحدث  | الفئة              | النتيجة |
| ----- | ------ | ------------------ | ------- |
|       | أوسكار | أفضل تصوير سينمائي | فوز     |

## الميزانية والإيرادات
بلغت تكلفة إنتاج الفيلم حوالي 2.5 مليون دولار بينما حقق أرباحا تقدر بـ 4.5 مليون دولار (rentals original release) , 8.75 million.

## وصلات خارجية
- مقالات تستعمل روابط فنية بلا صلة مع ويكي بيانات

1. ↑  "The 28th Academy Awards – 1956". أكاديمية فنون وعلوم الصور المتحركة. مؤرشف من الأصل في 2018-07-02. اطلع عليه بتاريخ 2016-08-23.
2. ↑  Crowther، Bosley (5 أغسطس 1955). "To Catch a Thief (1955) Screen: Cat Man Out 'To Catch a Thief'; Grant is Ex-Burglar in Hitchcock Thriller". نيويورك تايمز. مؤرشف من الأصل في 2017-09-11.
3. ↑  Orengo 2006